# Carlos Alberto Felippsen
Carlos Alberto Felippsen, meglio conosciuto con lo pseudonimo Branquinho (São Leopoldo, 6 luglio 1955), è un allenatore di calcio a 5 ed ex giocatore di calcio a 5 brasiliano.

## Carriera
Fratello di Branco, a cui deve il soprannome, Branquinho ha giocato a livello di club nel Sumov Atlético Clube. In nazionale ha partecipato al campionato del mondo inaugurale in Brasile nel 1982 dove vinse il titolo di campione del mondo.